# Arthur Tindell Hopwood
Arthur Tindell Hopwood (* 15. Juli 1897 in Macclesfield; † 23. Oktober 1969 in London) war ein britischer Paläontologe.

## Ausbildung
Arthur Hopwood stammte aus einer Künstlerfamilie. In Manchester besuchte er die Grammar School, danach leistete von 1914 bis 1918 Militärdienst als Navigator des Royal Naval Air Service und studierte nach Ende des Ersten Weltkriegs bis 1922 Geologie und Zoologie an der University of Manchester. 1924 wurde er als Konservator in die Abteilung für Geologie des Natural History Museum in London berufen, wo er die folgenden 33 Jahre bis 1957 beschäftigt blieb. 1933 schloss er seine Doktorarbeit ab und wurde promoviert.

## Forschung
Am Natural History Museum wurden Hopwood die fossilen Säugetiere als Fachgebiet zugeordnet. Eine seiner ersten Tätigkeiten war die Durchsicht der im Museum verwahrten Knochen von Rinderartigen und der darauf aufbauende, 1928 gemeinsam mit Guy Ellcock Pilgrim verfasste Catalogue of Pontian Bovidae of Europe in the Department of Geology. Es folgten Kataloge der Equidae, der Rüsseltiere, der Fleischfresser und diverser Huftiere, zudem galt er als Autorität für die Bestimmung von Meeresschnecken der Gattung Conus. In Fachkreisen besonders geschätzt worden sei Hopwood jedoch, heißt es in einem Nachruf im Fachblatt Nature, wegen seiner Kenntnisse von fossilen Primaten aus Miozän, Pliozän und Pleistozän. Er kooperierte mit Louis Leakey und arbeitete mit diesem zusammen an der Bestimmung von Säugetierknochen aus der Olduvai-Schlucht, sammelte aber in Afrika auch selber Fossilien und beschrieb mehrere von ihm neu definierte Gattungen und Arten.
Bereits 1933 veröffentlichte er im Journal of the Linnean Society of London den Artikel Miocene Primates from Kenya, darin enthalten die ausführliche Erstbeschreibung der fossilen Menschenaffen-Gattung Proconsul und deren Typusart, Proconsul africanus. Er benannte die Gattung nach „Consul“, einem Schimpansen, der in den 1930er-Jahren im Londoner Zoo lebte. Im gleichen Artikel enthalten sind ferner die Erstbeschreibungen von Limnopithecus / Limnopithecus legetet und Xenopithecus / Xenopithecus koruensis.
Zu seinen bedeutendsten Veröffentlichungen zählt das gemeinsam mit June Pamela Hollyfield verfasste, 1954 als Band 8 der Schriftenreihe Fossil Mammals of Africa des British Museum (Natural History) erschienene Buch An annotated bibliography of the fossil mammals of Africa (1742-1950).
Arthur Hopwood war eng mit George Gaylord Simpson befreundet.

## Belege
1. ↑  Obituaries. Dr A. Tindell Hopwood. In: Nature. Band 225, 21. März 1970, S. 1172–1173, doi:10.1038/2251172a0.
2. ↑  George Gaylord Simpson: Simple curiosity; letters from George Gaylord Simpson to his family, 1921-1970. University of California Press, 1987.
3. ↑  Arthur Tindell Hopwood: Miocene Primates from Kenya. In: Journal of the Linnean Society of London, Zoology. Band 38, Nr. 260, 1933, S. 437–464, doi:10.1111/j.1096-3642.1933.tb00992.x.
Arthur Tindell Hopwood: Miocene Primates from British East Africa. In: The Annals and Magazine of Natural History. Series 10, Nr. 11, 1933, S. 97–98.

| Personendaten    | Personendaten           |
| ---------------- | ----------------------- |
| NAME             | Hopwood, Arthur Tindell |
| ALTERNATIVNAMEN  | Hopwood, A. T.          |
| KURZBESCHREIBUNG | britischer Paläontologe |
| GEBURTSDATUM     | 15. Juli 1897           |
| GEBURTSORT       | Macclesfield            |
| STERBEDATUM      | 23. Oktober 1969        |
| STERBEORT        | London                  |